# GKV-Betriebsrentenfreibetragsgesetz
Das GKV-Betriebsrentenfreibetragsgesetz ist ein Gesetz zur Entlastung von der Sozialversicherungsbeitragspflicht auf Betriebsrenten (vergl. Betriebsrentengesetz, Betriebsrentenstärkungsgesetz), insbesondere betrieblicher Kleinrenten.
Zu diesem Zweck wurde ab 1. Januar 2020 die sozialversicherungsrechtliche Freigrenze durch einen Freibetrag ergänzt, der jedoch nur für die Krankenversicherung, aber nicht für die Pflegeversicherung gilt. Dieser Freibetrag greift, wenn die Freigrenze überschritten werden sollte. 
Freigrenze und Freibetrag sind gleich hoch. Beide gelten nur für pflichtversicherte Betriebsrentner (§ 226 SGB V bzw. § 229 SGB V). 
Die Höhe von Freibetrag bzw. Freigrenze beträgt bundeseinheitlich 1/20tel der monatlichen Bezugsgröße (2025: € 3.745) gemäß § 18 SGB IV, das sind (2025) 187,25 € / Monat. 
Das GKV-Betriebsrentenfreibetragsgesetz schriebt die hierzu entsprechende Gesetzesänderungen vor, siehe u. a. § 226 Absatz 2 SGB V.

## Der Freibetrag
Der Vorteil eines Freibetrages gegenüber einer Freigrenze liegt darin, dass er anrechnungsfrei bleibt. Dem gegenüber bedeutet auch nur geringfügiges Überschreiten einer Freigrenze volle Erfassung ihres Nennbetrages. Das Regelwerk ersetzt das frühere Betriebsrentenfreigrenzengesetz. Der Freibetrag wird jährlich der Lohnentwicklung angepasst. Die bei den gesetzlichen Krankenversicherungen entstehenden Mindereinnahmen werden 2020 voll und in den Folgejahren in Teilen aus der Liquiditätsreserve des Gesundheitsfonds kompensiert.
| Jahr | Alte Bundesländer | Alte Bundesländer | Neue Bundesländer + Ost-Berlin | Neue Bundesländer + Ost-Berlin | Ost zu West |
| Jahr | monatlich         | jährlich          | monatlich                      | jährlich                       | Ost zu West |
| ---- | ----------------- | ----------------- | ------------------------------ | ------------------------------ | ----------- |
| 2025 | 187,25 €          | 2.247 €           | —                              | —                              | 100,0 %     |
| 2024 | 176,75 €          | 2.121 €           | 173,25 €                       | 2.079 €                        | 98,0 %      |
| 2023 | 169,75 €          | 2.037 €           | 164,50 €                       | 1.974 €                        | 96,9 %      |
| 2022 | 164,50 €          | 1.974 €           | 157,50 €                       | 1.890 €                        | 95,7 %      |
| 2021 | 164,50 €          | 1.974 €           | 157,50 €                       | 1.890 €                        | 94,7 %      |
| 2020 | 159,25 €          | 1.911 €           | 150,50 €                       | 1.806 €                        | 94,5 %      |

## Ziel
In der betrieblichen Altersversorgung besteht für Versorgungsbezüge (Kapital- wie Rentenleistungen) in der gesetzlichen Krankenversicherung Beitragspflicht. Erhoben werden der allgemeine Beitragssatz zuzüglich des kassenindividuellen Zusatzbeitragssatzes. Diese hat der Betriebsrentner allein zu tragen. Da dieser Umstand – eingeführt durch das GKV-Modernisierungsgesetz im Jahr 2004 – vielfach dazu führte, dass Arbeitnehmer von der betrieblichen Altersversorgung zunehmend Abstand nahmen, soll mit dem GKV-Betriebsrentenfreibetragsgesetz nunmehr das Anreizsystem reaktiviert werden, um neben Anwartschaften aus der gesetzlichen Rentenversicherung zusätzliche Vorsorge zu erhalten.

## Zusammenhang mit dem Betriebsrentenstärkungsgesetz
Mit Wirkung zum 1. Januar 2018 wurde hierzu im ersten Schritt bereits das Betriebsrentenstärkungsgesetz geschaffen, das Arbeitgeber dazu verpflichtet, Zuschüsse für den Arbeitnehmer zu bezahlen, soweit dieser sich für eine Entgeltumwandlung aus seinem Gehalt entscheidet und sich diese aus dadurch erlangten Sozialversicherungsentlastungen finanzieren lassen (Pauschalregel: 15 % Zuschuss). Ziel des neuerlichen Gesetzes ist es, die betriebliche Altersversorgung weiter zu stärken und für Beschäftigte attraktiver zu gestalten.

## Berücksichtigung des Freibetrages in der Praxis
Das Gesetz war sehr kurzfristig vor seinem Inkrafttreten beschlossen worden, weshalb es im ersten Geltungsjahr EDV-Schwierigkeiten gab, die in einigen Fällen bis ins Jahr 2021 dauerten. Das dürfte nicht unerwartet gewesen sein angesichts der Komplexität der Umsetzung (Ergänzung der Freigrenze durch einen Freibetrag, der aber wiederum nur für die KV gilt) und der Maßgabe, dass die 46.000 Betriebsrentenzahlstellen nebst den ebenfalls betroffenen 105 Krankenkassen mit der Umsetzung für rund 4,6 Millionen Betriebsrentner befasst werden mussten, die rückwirkende, komplette Erstattung ab Januar 2020 sowie die monatliche Berücksichtigung des Freibetrages sachgerecht umzusetzen.